# Abisko
Abisko er en landsby og nationalpark i Lappland, Sverige, tæt på grænsen til Norge. Administrativt ligger byen i Kiruna kommune, der er Sveriges nordligste og største kommune, beliggende i Norrbottens Län. Byen Abisko, der ligger 385 meter over havoverfladen, ligger ved den sydlige bred af Torne träsk, der er en af Sveriges største søer. Jernbanen mellem Kiruna og Narvik (Norge) løber gennem byen.
Ved Abisko ligger den 7.700 hektar store Abisko Nationalpark.